# Gradinja Branislavljević
Gradinja (srbsko Градиња, latinizirano: Gradinja) ali Gradihna Branislavljević (Градихна Бранислављевић, Gradihna Branislavljević) je bil od 1131 do 1142 ali od 1135 do 1146 vladar Duklje, * ok. 1066, † 1142 ali 1146. 
Gradinja je poleg Branislava, Gojislava, Đorđa in Grubeše eden od vladarjev Duklje, ki ga omenja samo Letopis popa Dukljana. Bizantinski in srbski viri ga ne omenjajo. Gradinja je bil sin dukljanskega kneza Branislava in brat dukljanskega kralja Grubeše (vl. 1118–1125).
Okoli leta 1125 se je Đorđev tekmec Gradinja poročil v veliko srbsko kneževino Raško z namenom vrniti se na oblast. Po drugi vojni z Bizantinci, v kateri je bil kralj Đorđe poražen in zaprt v trdnjavi Oblik, so Bizantinci postavili Gradinjo za vladarja Duklje. Vladal je kot bizantinski vazal. Po pisanju Letopisa popa Dukljana je bil blag, krotek in  sočuten vladar in zaščitnik vdov in revnih. Moč in ozemeljski obseg Duklje sta se med njegovo vladavino močno zmanjšala. Dukljanski prestol je leta 1146 podedoval njegov sin Radoslav. 
Gradinja je bil po Gavru Škrivaniću pokopan v cerkvi svetih Sergija in Bakha v Bojani.